# Frank Annunzio

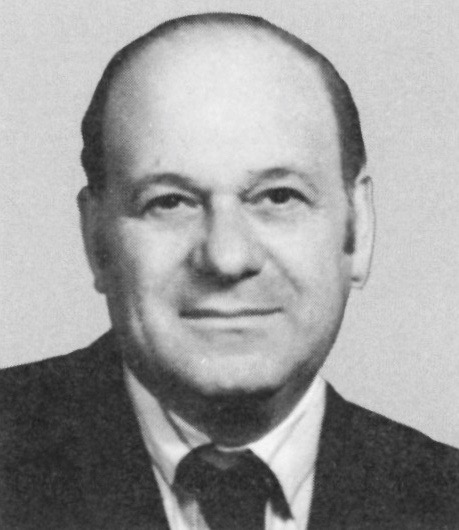
Frank Annunzio

Frank Annunzio (* 12. Januar 1915 in Chicago, Illinois; † 8. April 2001 ebenda) war ein US-amerikanischer Politiker. Zwischen 1965 und 1993 vertrat er den Bundesstaat Illinois im US-Repräsentantenhaus.

## Werdegang
Frank Annunzio besuchte die Crane Technical High School und die DePaul University in seiner Heimatstadt Chicago. Zwischen 1936 und 1943 arbeitete er als High-School-Lehrer. Außerdem engagierte er sich als Mitglied der United Steelworkers of America in der Arbeiterbewegung der Stahlindustrie. Von 1943 bis 1945 leitete Annunzio die kriegsbedingte Rationierungskommission in seiner Heimat. Von 1944 bis 1949 war er Berater für Gesundheits- und Sicherheitsfragen der staatlichen Industriekommission von Illinois. Gleichzeitig war er auch Berater der Arbeitslosenversicherung. Von 1949 bis 1952 war er als  Director of Labor Arbeitsminister seines Heimatstaates.
Bei den Kongresswahlen des Jahres 1964 wurde Annunzio als Kandidat der Demokratischen Partei im siebten Wahlbezirk von Illinois in das US-Repräsentantenhaus in Washington, D.C. gewählt, wo er am 3. Januar 1965 die Nachfolge von Roland V. Libonati antrat. Nach 13 Wiederwahlen konnte er bis zum 3. Januar 1993 insgesamt 14 Legislaturperioden im Kongress absolvieren. In diese Zeit fielen unter anderem der Vietnamkrieg, die Endphase der Bürgerrechtsbewegung und im Jahr 1974 die Watergate-Affäre. Seit 1973 vertrat Annunzio als Nachfolger von Roman Pucinski den elften Distrikt seines Staates. Während seiner langen Zeit im Kongress war er zeitweise Vorsitzender des Committee on House Administration, des Joint Committee on Printing und des Joint Committee on the Library. Er war auch Mitglied eines Unterausschusses für Verbraucherangelegenheiten. In dieser Eigenschaft riet er im Jahr 1989 den Amerikanern, ihre Kreditkarten zu verbrennen, um der privaten Überschuldung entgegenzuwirken. 1992 verzichtete er auf eine weitere Kandidatur.
Nach dem Ende seiner Zeit im US-Repräsentantenhaus zog sich Frank Annunzio aus der Politik zurück. Später erkrankte er an der Parkinson-Krankheit. Er starb am 8. April 2001 in Chicago, wo er auch beigesetzt wurde.